# Jiří David
Jiří David (Checoslovaquia, 16 de febrero de 1923-19 de junio de 1997) fue un atleta checoslovaco especializado en la prueba de 4 x 100 m, en la que consiguió ser medallista de bronce europeo en 1946.

## Carrera deportiva
En el Campeonato Europeo de Atletismo de 1946 ganó la medalla de bronce en los relevos de 4 x 100 metros, con un tiempo de 42.2 segundos, llegando a meta tras Suecia (oro con 41.5 segundos) y Francia (plata con 42.0 segundos).